# Adolf Gnauth

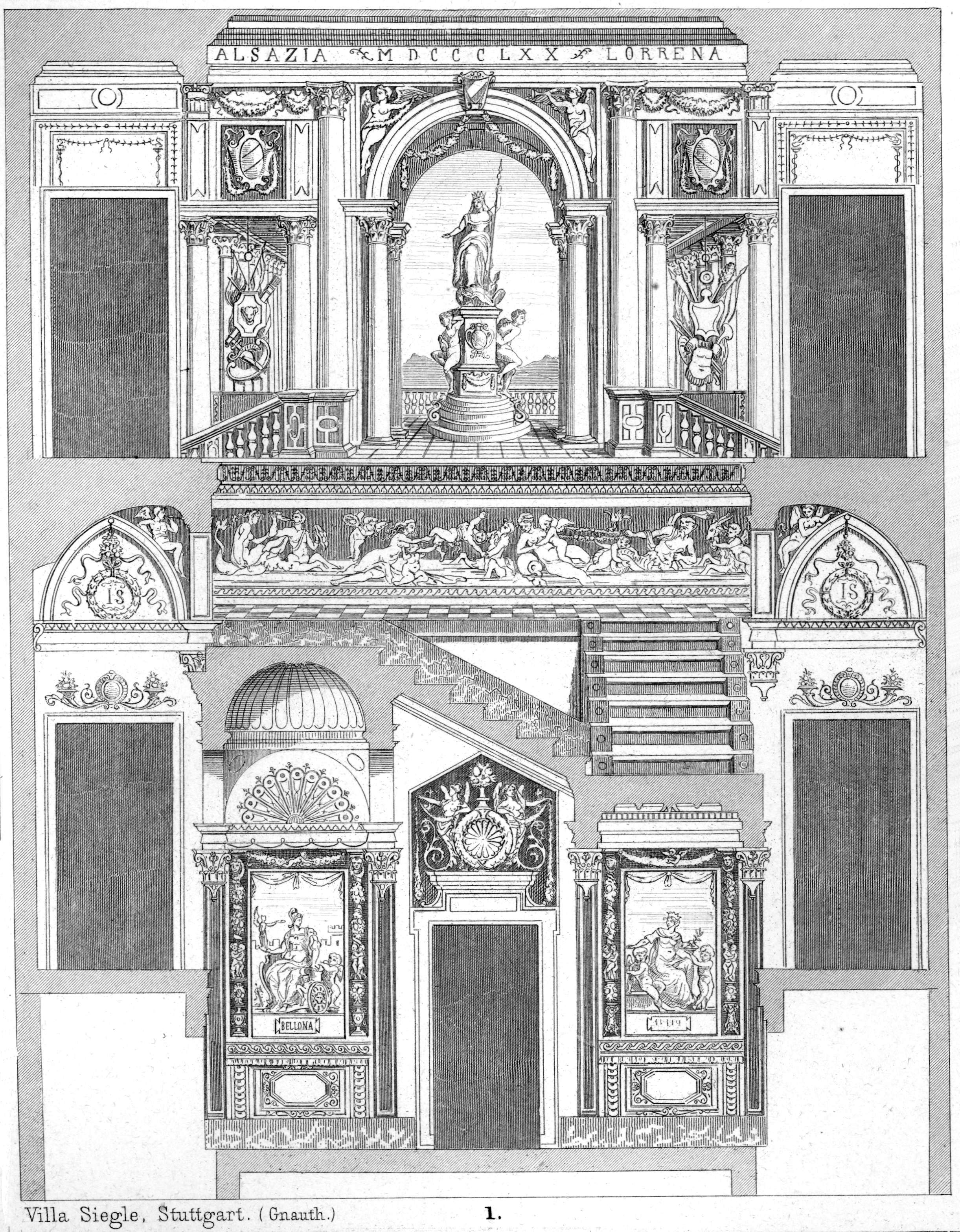
Villa Siegle, omkring 1876.

Gustav Adolf Gnauth, född 1 juli 1840 i Stuttgart, död 19 november 1884 i Nürnberg, var en tysk arkitekt.
Gnauth var 1870-72 professor vid Polytechnikum i Stuttgart och blev 1877 direktor för konstslöjdskolan i Nürnberg. Han tillämpade på ett originellt sätt den italienska renässansens former, men leddes av sin måleriska fantasi gärna över till barocken. Hans första byggnad var Villa Siegle vid Stuttgart. Efter den följde Württembergischen Vereinsbank, Villa Conradi och åtskilliga privathus i samma stad. Därjämte inlade han stora förtjänster om konsthantverket genom sina mönstergilla teckningar för konstsnickeri- och guldsmedsarbeten med mera samt genom månadsskriften "Das Kunsthandwerk" (1874-75, tillsammans med Bruno Bucher i Wien).